# جون ويت جونيور
جون ويت جونيور (بالإنجليزية: John Witte, Jr.)‏ هو مؤرخ قانوني ‏ أمريكي، ولد في 1959 في سانت كاثرينز في كندا.